# Престъпно предградие
„Престъпно предградие“ (на английски: Brick Mansions) е френско-канадски екшън филм на Камил Деламар по сценарий на Люк Бесон, римейк на филма „Предградие 13“ (2004). Главните роли са изпълнени от Пол Уокър и Давид Бел.
Премиерата се състои на 23 април 2014 г. във Франция. Филмът е в памет на Пол Уокър, който загива трагично в автомобилна катастрофа пет месеца преди излизането на филма.

## Сюжет
Сюжетът повтаря събитията от френския филм „Предградие 13“ и някои сцени от неговото продължение – „Предградие 13: Ултиматум“ от 2009 г. Мястото на събитието е сменено с Детройт. Също така в римейка антагонистът преминава на страната на главните герои, докато в оригиналния филм той е убит, без да променя възгледите си.

## В ролите
- Пол Уокър – Деймиън Колиър
- Давид Бел – Лино Дюпре
- Робърт Дигс – Тремейн Александър
- Gouchy Boy – K 2
- Каталина Денис – Лола
- Карло Рота – Георг Гъркът
- Айша Иса – Рейза
- Ричард Земан – Майор Рено
- Каролайн Бартчак – Клара

## Продукция
Снимките започват на 30 април 2013 г. Филмът е заснет от „Юропакорп“. Премиерата е на 8 май 2014 г.